# 독일의 이슬람교
독일의 이슬람교에 대해 설명한다.

## 현황
독일은 1919년 바이마르 헌법을 통하여 정부와 종교의 분리를 실행함으로써 국교는 없다. 개신교는 전체의 34%를 차지하고 있으며, 북부•북동부(구동독) 지역에서 이고, 가톨릭도 약 34%를 차지하며 남부•서부에서 강세이다. 기타 종교로서 독일 내 외국인 노동자들에 의한 그리스정교와 이슬람교(3.7%)가 있다. 독일에서 이슬람교도의 수는 가톨릭 신자와 개신교 신자 다음으로 많다. 독일내 이슬람교인은 41개국 이슬람권 외국인으로서 인구는 1980년대에 약 200만 가량이었으며, 현재는 2001년 320만명 가량으로 증가하여 전체 인구 중 4% 가량을 차지했다. 독일 학교에서 이슬람 학생의 수는 1980년대 약 50만 명에서 2001년 약 70만 명으로 증가하여 이슬람 신자인 학생은 전체 독일 학생의 5.5%를 차지했다.

## 구성
현재 독일인 이슬람교인들은 소수에 불과하고 독일 체류 외국인 중 가장 큰 비율을 차지하는 이슬람교민들은 터키인, 그 다음은 구 유고슬라비아인, 아랍인, 남아시아인 순서이다. 터키인이 독일로 유입된 것은 1960년대 독일 경제의 빠른 성장 때문이었다.

## 현재
터키인을 중심으로 한 이슬람 인구의 증가는 독일 사회 통합에서 고려되어야 할 가장 큰 요소 중 하나가 되었다, 2012년 독일 북서부 노르트라인-베세트팔렌주에서는 이슬람교를 정규 종교과목에 포함시켰으며, 이 시간에는 초등학교 학생들의 눈높이에 맞춰 코란 등을 설명한다. 이는 독일 내 이슬람교를 믿는 가정의 학생들 70만명 대부분이 노르트라인-베스트팔렌 지역에 살고 있기 때문이다. 독일 내의 무슬림들은 독일 헌법에서 보장되고 있는 기본권을 향유할 권리가 있어서 법적으로는 종교생활에 큰 문제가 없으며 무슬림이 이슬람교에 근거한 생활을 영위하는 것을 독일 헌법이 보장하고 있는 것이다.

## 같이 보기
- 독일의 종교

## 참고 문헌
- Burns Rob, 《현대 독일 문화사》, 백의, 2002